# Lotus E23 Hybrid
Pour les articles homonymes, voir E23.
Chronologie des modèles (2015)
Lotus E22
La Lotus E23 Hybrid est la monoplace de Formule 1 engagée par l'écurie britannique Lotus F1 Team dans le cadre du championnat du monde de Formule 1 2015. Elle est pilotée par le Français Romain Grosjean, chez Lotus depuis 2012, et par le Vénézuélien Pastor Maldonado qui effectue sa seconde saison au sein de l'écurie d'Enstone. Le pilote essayeur est le Britannique Jolyon Palmer, champion GP2 en titre. Conçue par l'ingénieur britannique Nick Chester, l'E23 Hybrid est présentée sur Internet le 26 janvier 2015. 
Évolution de la Lotus E22 de 2014, l'E23 Hybrid s'en distingue notamment par son poids, augmenté de onze kilogrammes, ainsi que par son moteur Mercedes, qui remplace le moteur Renault utilisé par Enstone depuis 1995.

## Création de la monoplace

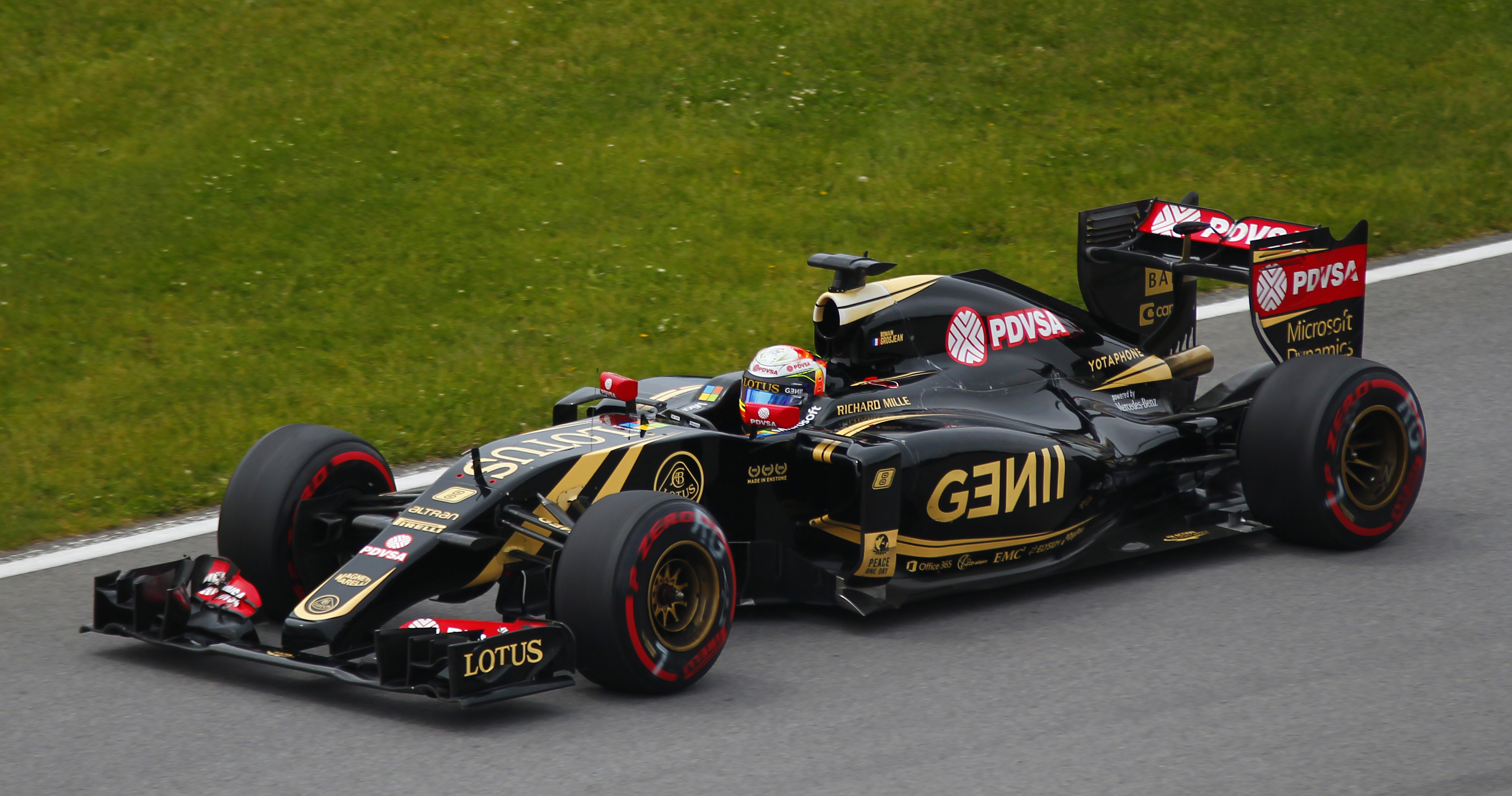
Romain Grosjean au GP du Canada 2015.

Ayant comme nom initial Lotus E23, la monoplace est renommée Lotus E23 Hybrid, signe du partenariat entre l'équipe d'Enstone et Mercedes qui a également accolé la mention Hybrid au nom de ses monoplaces depuis 2014.
La réglementation technique ayant peu évolué par rapport à 2014, l'E23 Hybrid se distingue par son museau en lignes droites dont la partie inférieure a été creusée, donnant l'impression d'un menton, à l'instar de la Renault R29 de 2009. Le capot avant est élevé, une impression amplifiée eu égard aux bas points d'attache de suspensions. La prise d'air centrale dispose de deux ouvertures latérales, comme la Mercedes AMG F1 W05, afin d'aérer le radiateur d'huile monté au-dessus du moteur Mercedes, le tout disposé sous le capot arrière bombé de la monoplace, à l'instar de la Toro Rosso STR9 de 2014. Les pontons de l'E23 Hybrid sont plus étroits que sa devancière en raison des faibles besoins en refroidissements du bloc allemand par rapport au moteur Renault. La crête de la voiture adopte une architecture plus simple que sur l'E22 tandis que le capot moteur débouche sur deux extracteurs en forme de canon, à l'image des Red Bull RB10 et McLaren MP4-29 de l'année précédente. Le pilier central soutenant l'aileron arrière présente en outre une structure en Y renversé.
Le directeur technique, Nick Chester, évoque le principal changement de l'E23 Hybrid, le moteur Mercedes : « Nous avons opté pour ce changement de motoriste car cela semblait et semble être le domaine qui peut nous apporter le plus grand gain de performance. Il ne s'agit pas seulement de la performance pure mais aussi de la fiabilité et de la souplesse de conduite, tout comme du packaging et du refroidissement ». Il déclare également que la monoplace ouvre « une nouvelle ère » pour l'écurie britannique, notamment en raison d'un hiver « chargé en coulisses », avec des changements dans les départements d'aérodynamique, de design et de simulation de Lotus.
Le directeur de l'écurie, Matthew Carter, espère « pouvoir rivaliser avec Williams », troisième du championnat des constructeurs en 2014. Il détaille cet objectif : « Je ne veux pas être trop optimiste car il est important de faire preuve de réalisme mais terminer à la troisième ou quatrième place au championnat des constructeurs est l'objectif que nous nous sommes fixés. Mais cela dépend en grande partie de ce que vont faire Red Bull et Renault, ainsi que Honda avec McLaren et Ferrari ».

## Résultats en championnat du monde de Formule 1
| Saison | Écurie        | Moteur                     | Pneus   | Pilotes          | Courses | Courses | Courses | Courses | Courses | Courses | Courses | Courses | Courses | Courses | Courses | Courses | Courses | Courses | Courses | Courses | Courses | Courses | Courses | Points inscrits | Classement |
| Saison | Écurie        | Moteur                     | Pneus   | Pilotes          | 1       | 2       | 3       | 4       | 5       | 6       | 7       | 8       | 9       | 10      | 11      | 12      | 13      | 14      | 15      | 16      | 17      | 18      | 19      | Points inscrits | Classement |
| ------ | ------------- | -------------------------- | ------- | ---------------- | ------- | ------- | ------- | ------- | ------- | ------- | ------- | ------- | ------- | ------- | ------- | ------- | ------- | ------- | ------- | ------- | ------- | ------- | ------- | --------------- | ---------- |
| 2015   | Lotus F1 Team | Mercedes V6 PU106B hybride | Pirelli |                  | AUS     | MAL     | CHI     | BAH     | ESP     | MON     | CAN     | AUT     | GBR     | HON     | BEL     | ITA     | SIN     | JAP     | RUS     | USA     | MEX     | BRÉ     | ABU     | 78              | 6e         |
| 2015   | Lotus F1 Team | Mercedes V6 PU106B hybride | Pirelli | Romain Grosjean  | Abd     | 11e     | 7e      | 7e      | 8e      | 12e     | 10e     | Abd     | Abd     | 7e      | 3e      | Abd     | 13e*    | 7e      | Abd     | Abd     | 10e     | 8e      | 9e      | 78              | 6e         |
| 2015   | Lotus F1 Team | Mercedes V6 PU106B hybride | Pirelli | Pastor Maldonado | Abd     | Abd     | Abd     | 15e     | Abd     | Abd     | 7e      | 7e      | Abd     | 14e     | Abd     | Abd     | 12e     | 8e      | 7e      | 8e      | 11e     | 10e     | Abd     | 78              | 6e         |

Légende : ici
- * Le pilote n'a pas terminé la course mais est classé pour avoir parcouru plus de 90 % de la distance de course.